# Melvindale
Melvindale è una città della Contea di Wayne, nello Stato del Michigan. La popolazione nel 2010 era di 10 715 abitanti. Lo slogan di Melvindale è La piccola città con il grande cuore.